# Bilion
Un bilion, în majoritatea țărilor europene, înseamnă un milion de milioane (1012), sau o mie de miliarde. În alte țări (în special în țările anglofone, ca Statele Unite și din 1974 în Regatul Unit, în plus și în Brazilia) același termen înseamnă doar o mie de milioane (109), noțiune pentru care în limba română se folosește termenul „miliard”.
O mie de bilioane (1015) se numesc un biliard. Totuși și la bilion i se mai spune uneori biliard (a nu se confunda însă cu jocul cu bile numit tot biliard).
O mie de biliarde (1018) se numesc un trilion.
O mie de trilioane (1021) se numesc un triliard.